# Sinogomphus peleus
Sinogomphus peleus är en trollsländeart som först beskrevs av Maurits Anne Lieftinck 1939.  Sinogomphus peleus ingår i släktet Sinogomphus och familjen flodtrollsländor. Inga underarter finns listade i Catalogue of Life.